# حتى اليوم
حتى اليوم هي قصيدة من نوع شعر الكلمة المنطوقة كتبها شاين كويزان. يتحدث كويزان في القصيدة عن تجربة التنمر التي تعرض لها هو وغيره من الأشخاص طوال حياتهم والأثر القوى وطويل المدى الذي تركته هذه التجربة.

## خلفية
صدر فيلم الرسوم المتحركة المصاحب للقصيدة على اليوتيوب في 19 فبراير 2013. وحصل الفيديو على 1.4 مليون زيارة في اليومين الأولين، وحاليًا وصل لأكثر من 23 مليون. ويضم أعمال 12 من إخصائي الرسوم المتحرّكة، بدعم من 80 فنانا.  وكان كويزان قد حظي باهتمام عالمي أول مرة عندما قرأ شعره في حفل افتتاح أولمبياد فانكوفر 2010.
تصف القصيدة تجربة كويزان حيث تخلي والديه عنه لتُرَبيه جدته لوريتا موزارت، وتعرض للتنمر في المدرسة، حتى أُطلِق عليه اسم «لحم الخنزير». وعلّق:
أملي هو أن تصل القصيدة إلى بعض الأشخاص الذين يبحثون عن شيء يُمَكِّنهم من مواصلة يوم آخر. عندما كتبت القصيدة قبل عامين وبدأ الناس يأتون إلي لأنهم فقط بحاجة للحديث بعد سماعها، أدركت أن هذه ليست مشكلة كندية أو أمريكية فحسب، إنها في كل مكان... أعتقد أنه يجب مسامحة المتنمرين. هذا هو طريقنا إلى التعافي.
يوضح كويزان كيف صار هو نفسه متنمرا في سن الرابعة عشر بعد المِحنة التي مر بها في المدرسة. ويقول إن إبقاء قنوات الاتصال مفتوحة وواضحة بين أولياء الأمور وأبنائهم يساعد في معالجة مشكلات التنمر. وعلق قائلاً إنه يأمل في أن تعمل القصيدة والمشروع على تعزيز التواصل بين أولئك الذين عانوا من التنمر ومن ثم تقليل شعورهم بالعزلة. يهدف المشروع إلى مساعدة المدارس على التعامل بشكل أفضل مع التنمر وانتحار الأطفال.
لاقت القصيدة ردود أفعال إيجابية بشكل كبير، حيث غطتها شبكات سي بي إس وسي بي إس نيوز. واُختير كويزان لقراءة القصيدة مع عرض الفيلم في مؤتمر “تيد" للتكنولوجيا والترفيه والتصميم بكاليفورنيا، في عام 2013، تصحبه عازفة الكمان هانا إبرسون. وتلقى كويزان مئات الرسائل من أشخاص عانوا من التنمر بعد إصداره الفيديو.
القصيدة هي جزء من مشروع «حتى اليوم» وتم إصدارها بمناسبة يوم القميص الوردي، وهي مبادرة لمكافحة التنمر.
يهدف المشروع إلى تسليط الضوء على الأثر العميق طويل المدى الذي يتركه التنمر في الفرد، وإلى مساعدة المدارس على التعامل بشكل أفضل مع التنمر وانتحار الأطفال.